# Howard Taylor Ricketts
Howard Taylor Ricketts (Findlay, 9 febbraio 1871 – Città del Messico, 3 maggio 1910) è stato un patologo statunitense.

## Biografia
Ricketts, dopo essersi laureato in storia dell'arte nel 1894 all'Università del Nebraska, si iscrisse a medicina presso la North-western University, laureandosi nel 1897. Nel 1902 divenne professore incaricato all'Università di Chicago, mentre nel 1909 ottenne la cattedra all'Università della Pennsylvania. Scoprì nel 1909 il microrganismo che provoca la febbre purpurea delle Montagne Rocciose, poi chiamato Rickettsia Rickettsi in suo onore, prendendo spunto dal suo cognome.
Successivamente fu accertato che le rickettsie sono un genere di microrganismi parassiti di insetti e di mammiferi, alcuni dei quali sono patogeni per l'uomo e gli vengono trasmessi per lo più da insetti succhiatori di sangue come acari, pidocchi, pulci, zecche. Fra le rickettsiasi abbiamo, oltre alla febbre purpurea, il tifo petecchiale o esantematico, il demotifo endemico e murino, la febbre esantematica mediterranea o del Carducci, la febbre della Mosa o delle trincee, la febbre Q, la febbre del Nepal, la febbre fluviale del Giappone, il tifo messicano. Proprio mentre eseguiva ricerche su questa malattia, Ricketts contrasse un'infezione, e morì.